# Delia (vestuário)

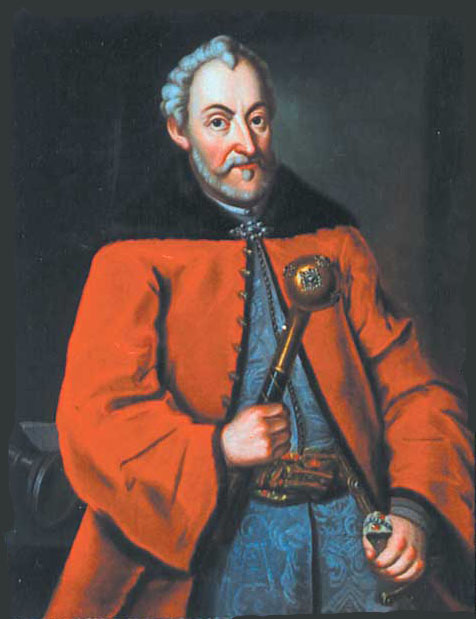
Hetman Jan Zamoyski em uma delia carmesim e um żupan de seda azul. Na mão direita segura uma buława dos hetman.

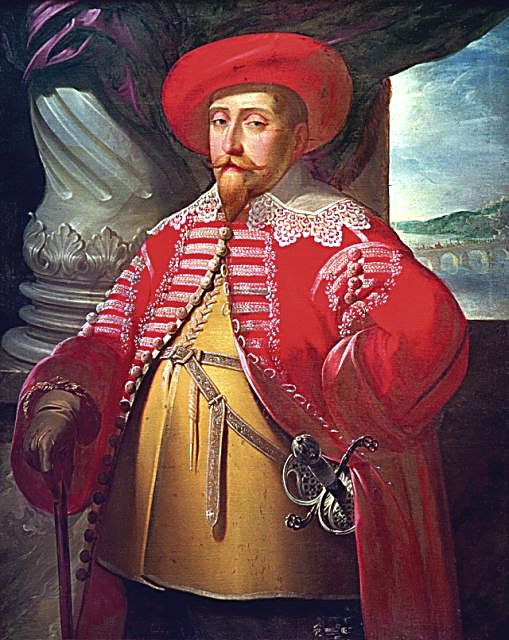
Gustavo II Adolfo da Suécia no casaco 'delia' polonês. Pintura de Merian 1632.

A delia era um artigo de vestuário masculino usado em cima do żupan pela szlachta (nobreza) da República das Duas Nações. Normalmente era feita de lã ou veludo, com acabamento em pele de animal. A típica delia tinha mangas curtas, largas, sem costura e botões de metal sobre o peito. Como a maioria dos trajes típicos masculinos poloneses, a delia teve origem oriental. A palavra surgiu na Polônia no meio do século XVI vinda da Turquia.